# Azara-aguti
Az Azara-aguti (Dasyprocta azarae) az emlősök (Mammalia) osztályának rágcsálók (Rodentia) rendjébe, ezen belül az agutifélék (Dasyproctidae) családjába tartozó faj.
A faj a nevét Félix de Azara spanyol természettudósról kapta.

## Előfordulása
Argentína, Brazília és Paraguay területén honos.

## Megjelenése
Az Azara-aguti testmérete megegyezik egy nagyobb nyúléval. Testtömege 4 kilogramm. Testhossza 70 centiméter. Sűrű, tömött szőre fényes, színe sárgás-barna.

## Életmódja
Ez az állat nappali életmódot folytat, bár emberközeli élőhelyeken, ahol esetleg megzavarhatják, szívesebben jön elő üregéből éjjelente. Alkonyattájt nekivág az erdőnek: élelemszerző körútjain mindig ugyanazokon az útvonalakon halad. Üregéből sugár alakban kiinduló járatok vezetnek az erdő mélyére. Étrendjének alapját lényegében növények alkotják. Virágokat, füvet, gumókat, gyümölcsöt és különböző növények zsenge szárát fogyasztja. Az Azara-aguti érdekes módon veszi magához a táplálékot és a vizet: általában hátsó lábain ülve mancsával szedi össze és emeli szájához a táplálékot és folyadékot. A gyökerek között és a cserjék rejtekén titkos járatokat váj, ezekben tölti idejének jelentős részét. Ha üregén kívül veszélyt sejt, szőrzetének rejtőszínében bízva ösztönösen összegömbölyödik, majd az alkalmasnak ítélt pillanatban cikázva elinal, és bemenekül az útjába eső első rejtekhelyre.

## Szaporodása
A nőstény az üregben egy levelekkel és puha szőrszálakkal bélelt fészket készít. 64-100 napig tartó vemhesség után általában 2, ritkábban 4 utód jön világra. Az újszülöttek 200 grammot nyomnak. Születésükkor szemük már kinyílt, testüket szőr borítja, és alig néhány óra elteltével már tudnak járni, és anyjukat követve előmerészkednek az üregből. Az anyaállat, ha veszélyt érez, a kicsinyeket szelíden, nyakuknál fogva megragadva biztonságosabb helyre viszi.